# 赵宝勤
赵宝勤（1957年—2013年），河北衡水人，汉族，中华人民共和国政治人物、第十一届全国人民代表大会河北地区代表。
毕业于河北广播电视大学企业管理。加入中共，担任衡水宝力集团董事长兼总经理。2008年起担任全国人大代表。